# آدم بيتي
آدم بيتي, مبي (ولد في 28 كانون الأول 1994) سباح بريطاني في تخصص الصدر.
وقد مثل بريطانيا العظمى في دورة الألعاب الأولمبية، بطولات الاتحاد الدولي للسباحة،  بطولة العالم و البطولات الأوروبية و إنجلترا في ألعاب الكومنولث. فاز بالميدالية الذهبية في 100 متر صدرا في اولمبياد 2016 .

## روابط خارجية
- آدم بيتي على موقع الاتحاد الدولي للسباحة (الإنجليزية)
- آدم بيتي على موقع SwimRankings.net (الإنجليزية)
- آدم بيتي على موقع اللجنة الأولمبية الدولية (الإنجليزية)
- آدم بيتي على موقع أوليمبيديا (الإنجليزية)
- آدم بيتي على موقع اللجنة الأولمبية البريطانية (الإنجليزية)
- آدم بيتي على موقع اتحاد ألعاب الكومنولث (مؤرشف) (الإنجليزية)
- آدم بيتي على موقع دورة ألعاب الكومنولث 2014 (مؤرشف) (الإنجليزية)